# Jean-Baptiste-Louis Guiraud
Jean-Baptiste-Louis Giraud (* 9. Januar 1804 in Bordeaux; † 13. August 1864 in New Orleans) war ein französischer Komponist, Geiger und Musikpädagoge.

## Leben und Wirken
Der Sohn eines Lehrers studierte am Pariser Konservatorium Kontrapunkt und Fuge bei Anton Reicha und Komposition bei Jean-François Lesueur. Bereits während des Studiums veröffentlichte er einige Romanzen nach Texten von Dumeillard (1822) und komponierte mit Baptiste Tolbecque und Alphonse Gilbert die komische Oper Charles V. et Duguesclin, die im Oktober 1827 am Théâtre de l’Odéon uraufgeführt wurde. Alle drei wirkten als Orchestermusiker an der Aufführung mit, Giraud als Geiger, Tolbecque als Bratschist und Gilbert als Cellist.
1826 nahm er, im selben Jahr wie Hector Berlioz, am Kompositionswettbewerb des Konservatoriums teil. Während Berlioz ausschied, belegte Giraud mit der Kantate Herminienach einem Text von J. A. Vinaty den Ersten Zweiten Grand Prix. Im folgenden Jahr gewann er den Ersten Grand Prix, während Berlioz mit der Kantate Orphée déchirée par les Bacchantes erneut leer ausging. Während seines mit dem Preis verbundenen Aufenthaltes in der Villa Medici in Rom (1828–30) komponierte er u. a. die italienische Oper Ruggero e Dradamante.
Nach seiner Rückkehr nach Paris versuchte er vergeblich, an den Theatern der Stadt Fuß zu fassen. Er heiratete in dieser Zeit die Pianistin Adèlaïde Croisilles, die Schwester der Pianistin Esther Croisilles und des Geigers Jules Croisilles. 1836 wanderte er mit seiner Frau nach New Orleans aus, wo 1837 ihr Sohn Ernest Guiraud geboren wurde. Beide wurden Musiker am französischen Theater der Stadt, Giraud machte sich einen Namen als Musiklehrer. Ihm wird zugeschrieben, das Saxophon kurz nach seiner Erfindung durch Adolphe Sax in New Orleans eingeführt zu haben.
Nachdem seine Frau 1848 im Alter von nur 35 Jahren gestorben war, reiste Guiraud mit seinem Sohn nach Paris, um ihn in das Musikleben der Hauptstadt einzuführen. Nach seiner Rückkehr nach New Orleans nahm er seine Lehrtätigkeit wieder auf. Dort erlebte er 1853 die Uraufführung der Oper Le Roi David seines erst fünfzehnjährigen Sohnes unter der Leitung von Eugène Prévost. Von seinen drei Kindern aus einer zweiten Ehe mit Anaïs Delpuget schlug keines eine künstlerische Laufbahn ein.